# Golpe de Estado en Níger de 2023
El golpe de Estado en Níger se produjo el 26 de julio de 2023 cuando soldados de la guardia presidencial de Níger supuestamente retuvieron al presidente Mohamed Bazoum dentro del palacio presidencial en Niamey. La guardia también bloqueó las entradas a los ministerios del gobierno en un posible intento de golpe de Estado.
En respuesta a estos hechos, las fuerzas armadas de Níger rodearon el complejo presidencial en apoyo de Bazoum. El ejército también emitió un comunicado diciendo que han asegurado los "principales puntos estratégicos" en el país. Una publicación en la cuenta de Twitter del presidente de Níger indicó que el ejército y la Guardia Nacional estaban listos para atacar a la guardia presidencial.
El golpe de Estado fue exitoso y el presidente fue sustituido por una junta militar. El golpe fue ampliamente condenado por la comunidad internacional y por la Comunidad Económica de Estados de África Occidental (CEDEAO), que actualmente está considerando una intervención militar en el país, que condujo a la crisis de Níger de 2023.
Este fue el quinto golpe de Estado militar desde que el país se independizó de Francia en 1960, y el primero desde 2010.

## Cronología

### 26 de julio
En la mañana del 26 de julio, la cuenta de Twitter de la presidencia nigerina anunció que los guardias presidenciales, comandados por el general Abdourahamane Tchiani  participaron en una "manifestación antirrepublicana" e intentaron "en vano" obtener el apoyo de las otras fuerzas de seguridad.  También dijo que el presidente Mohamed Bazoum y su familia estaban bien después de que surgieran informes de que estaba detenido en el Palacio Presidencial en la capital, Niamey.  El ministro del Interior Hamadou Souley también fue arrestado y retenido en el palacio, mientras que aproximadamente veinte miembros de la Guardia Presidencial fueron vistos afuera más tarde ese día. Fuentes cercanas a Bazoum dijeron que había decidido la destitución de Tchiani en una reunión del gabinete el 24 de julio, ya que sus relaciones se habían vuelto tensas.
La esposa de Bazoum, Hadiza, y su hijo, Salem, fueron detenidos con él en el palacio presidencial, mientras sus hijas estaban en París en el momento del golpe.  Bazoum y su familia seguían detenidos a mediados de agosto de 2023, presuntamente con poca comida, agua o electricidad.

#### Movilización militar
Por la mañana, el palacio y los ministerios adyacentes fueron bloqueados por vehículos militares y al personal del palacio se le impidió acceder a sus oficinas. Hasta 400 partidarios civiles de Bazoum intentaron acercarse al palacio, pero fueron dispersados por la Guardia Presidencial con disparos, dejando a uno herido. En otras partes de Niamey, la situación fue descrita como tranquila.  La Presidencia también afirmó que se habían producido protestas en apoyo de Bazoum en torno a las misiones diplomáticas del país en el extranjero.
En respuesta a estos acontecimientos, las fuerzas armadas de Níger rodearon el palacio presidencial en apoyo de Bazoum. El ejército también emitió un comunicado diciendo que habían asegurado "importantes puntos estratégicos" en el país. La Presidencia declaró que el ejército y la Guardia Nacional estaban listos para atacar a la guardia presidencial.  La BBC también informó que las fuerzas leales habían rodeado a la emisora estatal ORTN.

#### Anuncio del derrocamiento de Bazoum
Por la noche, sin embargo, el Coronel Mayor de la Fuerza Aérea Amadou Abdramane fue al canal de televisión estatal Télé Sahel para afirmar que Bazoum había sido destituido del poder y anunció la formación de un Consejo Nacional para la Salvaguardia de la Patria.
Sentado y flanqueado por otros nueve oficiales vestidos con uniformes que representaban a todas las diferentes ramas de las fuerzas de seguridad, Abdramane dijo que las fuerzas de defensa y seguridad habían decidido derrocar al régimen "debido al deterioro de la situación de seguridad y la mala gobernanza".  También anunció la disolución de la constitución del país, la suspensión de las instituciones estatales, el cierre de las fronteras del país y un toque de queda nacional desde las 22:00 hasta las 05:00 hora local, al tiempo que advirtió contra cualquier intervención extranjera.  El toque de queda se levantó más tarde el 4 de agosto.

### 27 de julio

#### Respuesta de Bazoum
Por la mañana, Bazoum tuiteó que los nigerinos que aman la democracia se encargarían de que "se salvaguarden los logros ganados con tanto esfuerzo", lo que indica su negativa a renunciar al cargo.  Su ministro de Relaciones Exteriores, Hassoumi Massaoudou, dijo a France 24 que el "poder legal y legítimo" del país permanecía con el presidente y reiteró que Bazoum estaba en buenas condiciones y que no todo el ejército estaba involucrado. Massaoudou también se declaró jefe de Estado interino y pidió a todos los demócratas que "hagan fracasar esta aventura".
A pesar de estar detenido, Bazoum no ha renunciado y ha podido ponerse en contacto con líderes y funcionarios mundiales como el presidente francés Emmanuel Macron, el secretario general de la ONU António Guterres, el comisionado de la Unión Africana Moussa Faki, y el secretario de Estado de los Estados Unidos Antony Blinken. Sin embargo, un exasesor de Bazoum que había estado en contacto con él dijo que los militares estaban tratando de desgastarlo rodeando su residencia con vehículos militares blindados, encadenando las puertas de acceso y cortando el suministro de electricidad.

#### Reconocimiento militar de la junta
El liderazgo de las fuerzas armadas nigerinas emitió una declaración firmada por el jefe del Estado Mayor del Ejército, el general Abdou Sidikou Issa, declarando su apoyo al golpe, citando la necesidad de "preservar la integridad física" del presidente y su familia y evitar "una confrontación mortal que podría crear un baño de sangre y afectar la seguridad de la población".
En una declaración televisiva poco después, Abdramane anunció la suspensión de todas las actividades de los partidos políticos en el país hasta nuevo aviso. También anunció que la junta había emitido una reprimenda a Francia por violar el cierre del espacio aéreo después de que un avión militar aterrizara en una base aérea. A lo largo del día, Télé Sahel transmitió continuamente el anuncio del establecimiento de la junta con algunas pausas en la programación. La junta revocó los acuerdos de cooperación militar con Francia, que tiene entre 1.000 y 1.500 soldados en el país.
Una manifestación a favor del golpe tuvo lugar con unos 1.000 partidarios de la junta que ondeaban banderas rusas, expresando su apoyo al Grupo Wagner y lanzando piedras al vehículo de un político que pasaba. Otros manifestantes se reunieron frente a la sede del partido PNDS-Tarayya de Bazoum, con imágenes que los mostraban apedreando e incendiando vehículos. Posteriormente, saquearon y quemaron las instalaciones, lo que llevó a la policía a dispersarlas con gases lacrimógenos. También se produjeron manifestaciones frente a la Asamblea Nacional. Esto llevó al Ministerio del Interior por la noche a prohibir todas las manifestaciones con efecto inmediato. También se les dijo a los funcionarios públicos que se quedaran en casa.

### 28 de julio
El general Abdourahamane Tchiani se proclamó presidente del Consejo Nacional para la Salvaguardia de la Patria en un discurso en Télé Sahel. Dijo que el golpe se llevó a cabo para evitar "la desaparición gradual e inevitable" del país, y dijo que Bazoum había tratado de ocultar "la dura realidad" del país, que llamó "un montón de muertos, desplazados, humillación y frustración". También criticó la estrategia de seguridad del gobierno por su supuesta ineficacia y falta de colaboración con Malí y Burkina Faso, pero no dio un cronograma para un retorno al gobierno civil. Su posición como jefe de Estado concurrente de facto fue confirmada más tarde por el coronel Abdramane, quien acusó a los funcionarios del gobierno de Bazoum de conspirar contra el nuevo régimen mientras se refugiaban en embajadas extranjeras y advirtió sobre el derramamiento de sangre si seguían adelante.

## Consecuencias
La interrupción dentro de Níger después del golpe ha continuado, con manifestaciones, censura de transmisiones e interrupciones en el suministro de energía, así como evacuaciones de ciudadanos extranjeros. La situación finalmente se convirtió en una grave crisis internacional que ha dado lugar a amenazas de intervención militar por parte de la CEDEAO y ha aumentado las tensiones y la movilización militar en el Níger.
El 10 de agosto, la junta declaró un nuevo gobierno, nombrando a 21 ministros encabezados por el primer ministro Ali Lamine Zeine en un anuncio sobre Télé Sahel por el "secretario general del gobierno" Mahamane Roufai Laouali. Tres generales que eran miembros del CNSP fueron nombrados para dirigir los ministerios del interior, defensa y deportes.
La fuerte presión de la comunidad internacional y de la CEDEAO para que entregue el poder ha llevado a la junta a buscar el apoyo de regímenes de ideas afines en la región.

## Reacciones

### Nacionales
La coalición política gobernante de Níger denunció el golpe como «una locura suicida y antirrepublicana», mientras que la coalición de oposición expresó su apoyo a las quejas de los militares pero desaprobó cualquier cambio político por la fuerza. Dos funcionarios adjuntos del gabinete de Bazoum, Daouda Takoubakoye y Oumar Moussa, dijeron que las declaraciones de Tchiani sobre el golpe eran «mentiras» y lo acusaron a él y a la guardia presidencial de organizar el golpe para «beneficio personal». El primer ministro de Bazoum, Ouhoumoudou Mahamadou, también expresó su apoyo al presidente y saludó la imposición de sanciones por parte de la CEDEAO a la junta militar como «muy satisfactoria y lógica», al tiempo que insistió en que las manifestaciones antifrancesas en Niamey no representaban al pueblo nigerino como tal.
Se dice que el predecesor de Bazoum como presidente, Mahamadou Issoufou, así como otros exlíderes, participaron en las negociaciones iniciales para liberar a Bazoum y retirar la guardia presidencial.

### Internacionales
A diferencia del golpe en Guinea, la Comunidad Económica de los Estados de África Occidental (CEDEAO) no ha enviado oficialmente un mediador o representante a Níger para las negociaciones. El 30 de julio, la CEDEAO dio a los líderes del golpe de Níger un plazo de una semana para devolver el poder a Bazoum o enfrentar sanciones internacionales o el uso de la fuerza . El mismo día, los líderes de la CEDEAO dijeron que impondrían de inmediato una zona de exclusión aérea sobre el país para todos los vuelos comerciales y el cierre de las fronteras con Níger. También se anunció una serie de sanciones, incluida la suspensión de todas las transacciones comerciales y financieras entre sus Estados miembros y Níger y la congelación de activos y restricciones de viaje para el personal militar involucrado en el golpe. Uno de los resultados de estas sanciones fue la cancelación por parte del Banco Central de los Estados de África Occidental (BCEAO) de una emisión de bonos planificada de 30 000 millones de francos CFA (51 millones de dólares) por parte de Níger programada para el 31 de julio en el mercado de deuda regional de África Occidental. El 2 de agosto, el Banco Mundial suspendió los desembolsos a Níger hasta nuevo aviso.
El golpe fue condenado por el Banco Mundial, la Unión Africana, la Comunidad Económica de los Estados de África Occidental, la Organización de las Naciones Unidas, Argelia, la Unión Europea, Francia y los Estados Unidos; varios de ellos, así como el Alto Comisionado de las Naciones Unidas para los Derechos Humanos, Volker Türk, han pedido la liberación inmediata de Bazoum. El presidente de Benín, Patrice Talon, que planeaba ir a Níger en nombre de la CEDEAO para mediar, calificó el golpe de «mala conducta militar». El presidente de Kenia, William Ruto, calificó el golpe como un «grave revés» para África. El presidente de Chad Mahamat Déby, que fue invitado a la cumbre de la CEDEAO que emitió el ultimátum, se ofreció como voluntario para viajar a Níger para negociar con la junta militar. Después de su llegada, se reunió con el general Tchiani, el líder adjunto de la junta, el general Salifou Modi, y el presidente Bazoum.
Estados Unidos se refirió formalmente al golpe como «un esfuerzo por tomar el poder por la fuerza y alterar la constitución», sin llegar a describirlo como tal, ya que hacerlo implicaría la retirada de la ayuda económica y militar a la nación. La UE y Francia retuvieron la ayuda financiera y de desarrollo a Níger y suspendieron todos los acuerdos de cooperación en materia de seguridad con el país. Francia declaró que seguía reconociendo a Bazoum como el «único presidente» de Níger, y la CEDEAO también afirmó que reconocía a Bazoum como el «presidente legítimo y legal de Níger».
Mali y Burkina Faso emitieron una declaración conjunta advirtiendo contra la intervención militar extranjera en Níger y dijeron que hacerlo sería una «declaración de guerra» contra sus naciones. El comunicado declaraba que «los gobiernos de transición de Burkina Faso y Malí expresan su solidaridad fraterna... al pueblo de Níger, que ha decidido con plena responsabilidad tomar en sus manos su destino y asumir la plenitud de su soberanía ante la historia». Estos países también dijeron que no harían cumplir las sanciones de la CEDEAO, refiriéndose a ellas como «ilegales, ilegítimas e inhumanas». El presidente de Guinea, Mamady Doumbouya, también condenó las sanciones por motivos similares. Argelia advirtió contra cualquier intervención militar extranjera en Níger a través de un comunicado emitido por el Ministerio de Relaciones Exteriores. El ministro de Asuntos Exteriores italiano, Antonio Tajani, también expresó su oposición a la intervención militar occidental en Níger, diciendo que sería «percibida como una nueva colonización».
Human Rights Watch instó a las fuerzas armadas de Níger a proporcionar un cronograma claro para el regreso a un gobierno civil y defender los derechos de los ciudadanos a elecciones democráticas. La UA también exigió que los militares regresen a los cuarteles en 15 días y restablezcan el gobierno civil luego de una reunión de su Consejo de Paz y Seguridad.
Yevgueni Prigozhin, jefe del Grupo Wagner que ha operado en la vecino Malí y suplantado a Francia en la lucha contra la propia insurgencia yihadista del país, elogió el golpe y lo calificó como parte de la lucha de Níger contra sus colonizadores. Las declaraciones de Prigozhin contrastaron con la línea oficial dada por el gobierno ruso, con el portavoz del presidente Vladímir Putin, Dmitri Peskov, calificando el golpe de «grave preocupación» y pidiendo a todas las partes «moderación» y «el retorno más rápido posible al orden legal». Mijail Podoliak, asesor del presidente de Ucrania Volodímir Zelenski, alegó «que Rusia estaba detrás del golpe en Níger».
La ONU anunció que había suspendido sus operaciones humanitarias en el país, pero luego aclaró que aún estaba entregando ayuda a Níger, pero que no estaba en contacto con el ejército.
Tras el ataque a la embajada de Francia el 30 de julio, el Gobierno de Francia advirtió que los ataques a sus ciudadanos, personal militar, diplomáticos e intereses darían lugar a una respuesta inmediata e intratable.